# Национальный фольклорный музей Кореи
Национальный фольклорный музей Кореи — национальный музей в Южной Корее, является одним из двух музеев расположенных во дворце Кёнбоккун района Чонногу в Сеуле. Экспозиция музея посвящена традиционному укладу жизни корейского народа с древних времен до периода Чосон. Входит в первую двадцатку самых посещаемых художественных музеев мира.

## История создания
Создан 8 сентября 1945 года при участии правительства США, открыт 25 апреля 1946 года под названием Национальный музей антропологии. До 1975 года был совмещен с Национальным музеем Кореи. 11 апреля 1975 года открыт в старом здании Музея современного искусства на территории дворца Кёнбоккун под названием Национальный фольклорный музей Кореи. 17 февраля 1993 года переехал на нынешнее место в бывшее здание Национального музея.

## Экспозиция и посещение
Экспозиция музея разделена на три главных направления — История корейского народа, Корейский образ жизни и Жизненный цикл корейцев времен периода Чосон, помимо этого большая часть экспозиции выставлена под открытым небом на территории замка.
Располагается в районе Чонногу на севере Сеула, до музея можно добраться на метро 3 линия, станция Кёнбокгун либо 5 линия, станция Кванхвамун. Вход в музей бесплатный. Выходной день — вторник. Время работы с 9:00 до 17:00-19:00 (в зависимости от времени года).

## Иллюстрации

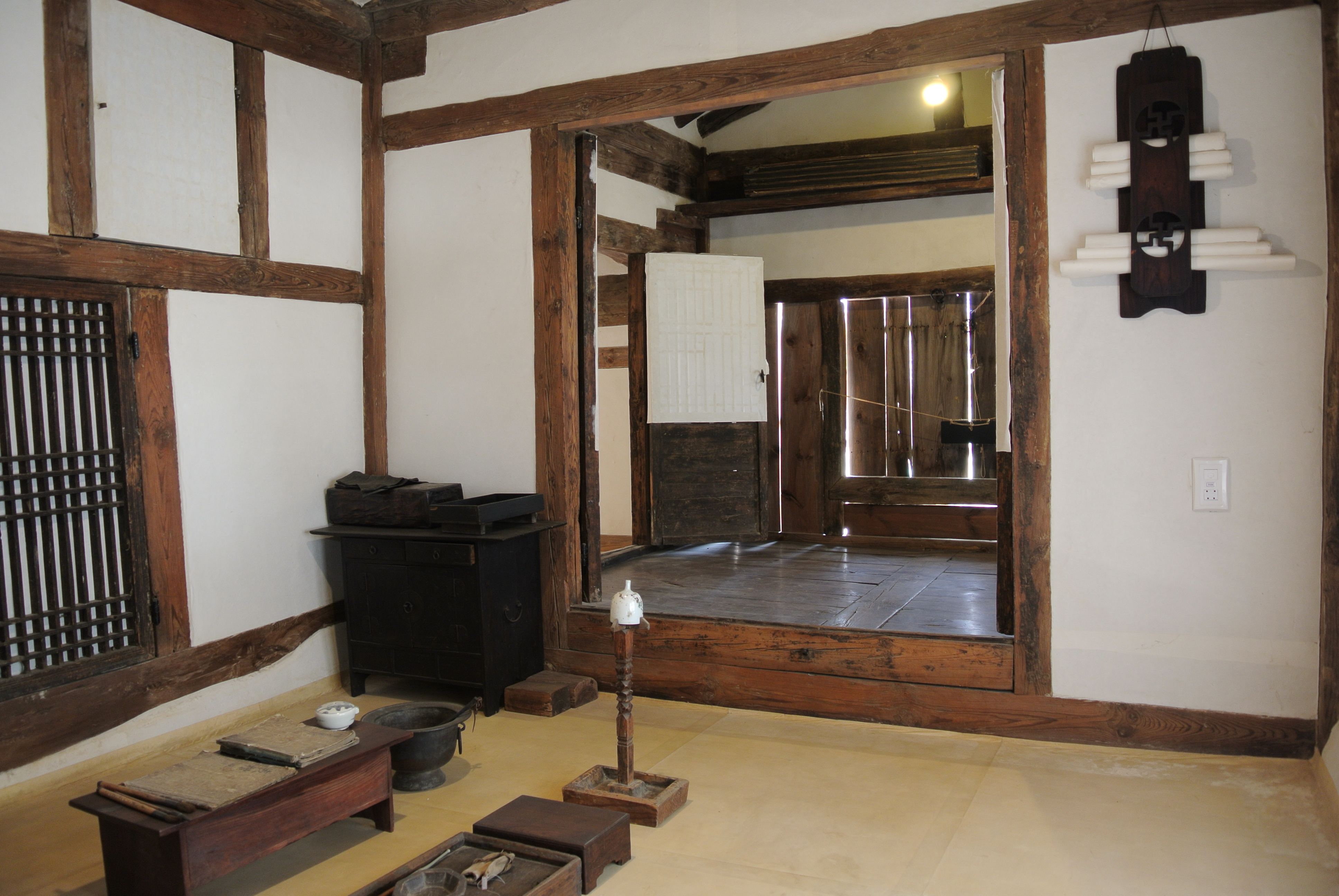
Интерьер традиционного дома
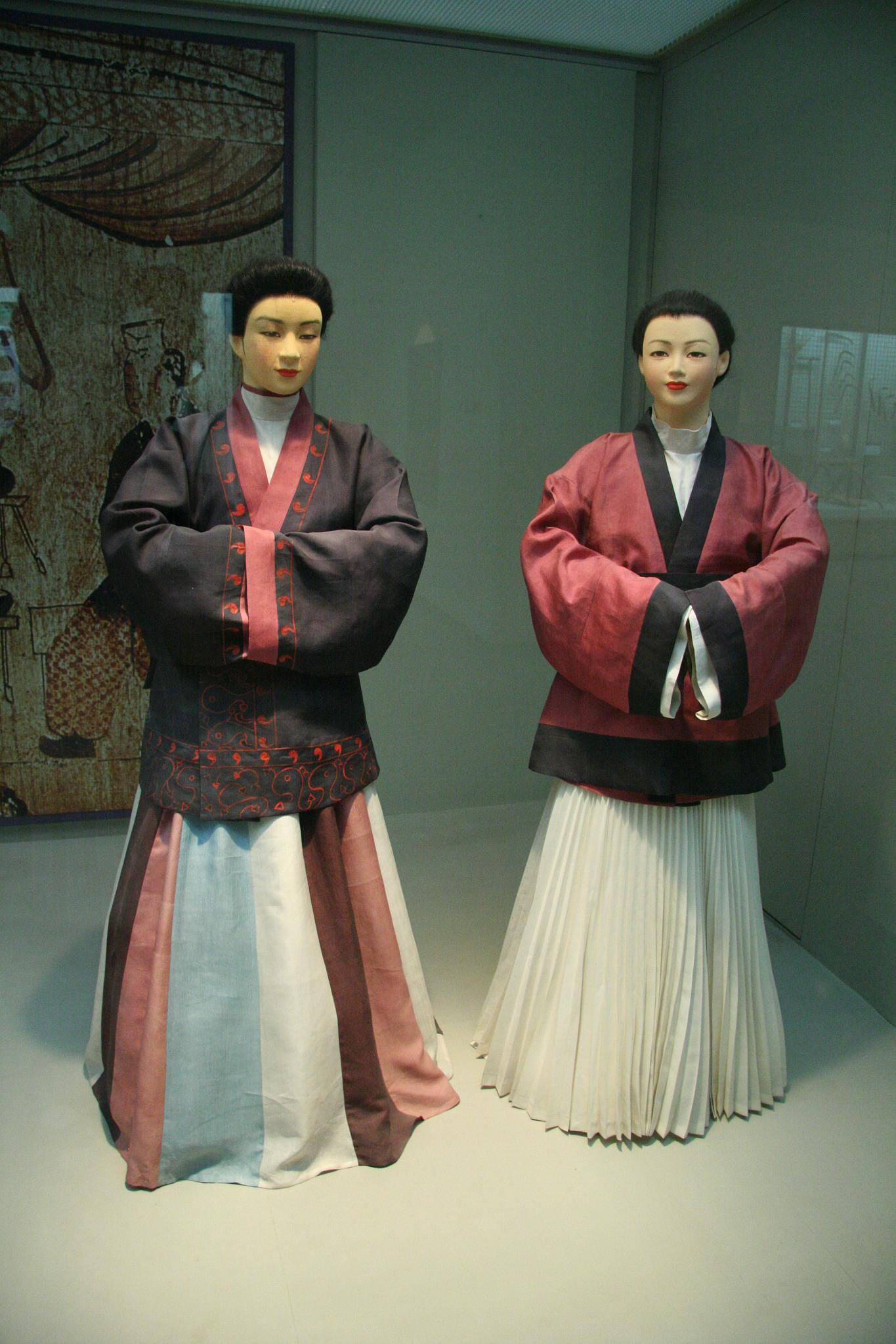
Ханбок
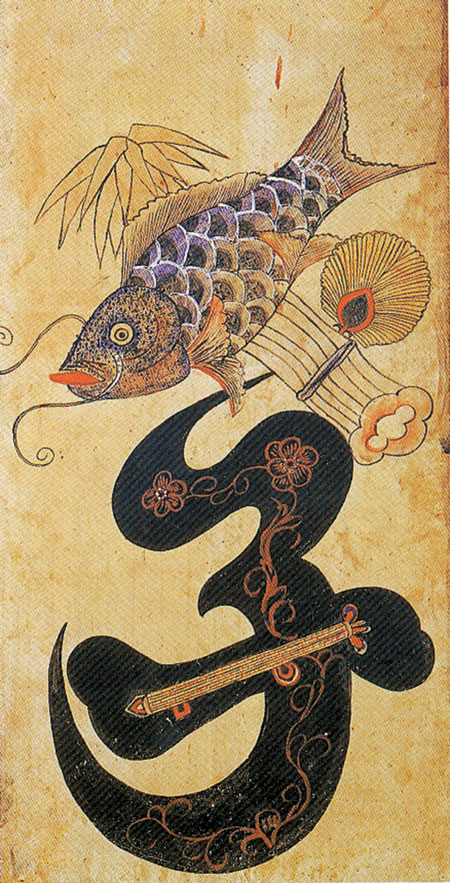
Картина эпохи Чосон
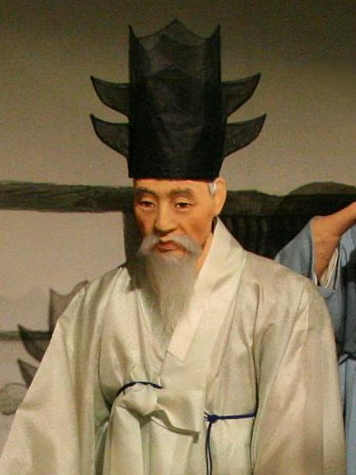
Старик в традицилонных одеждах